# Катаві (національний парк)

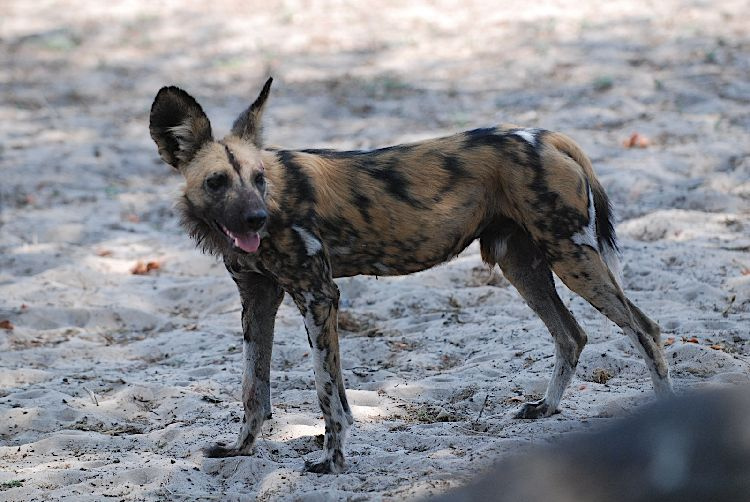
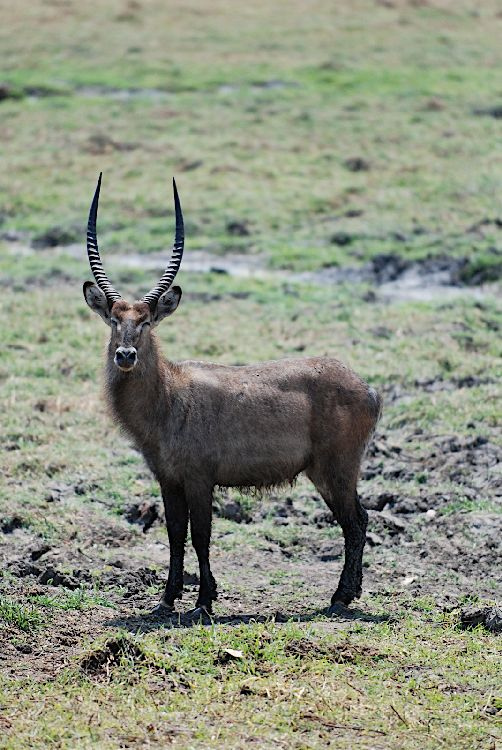
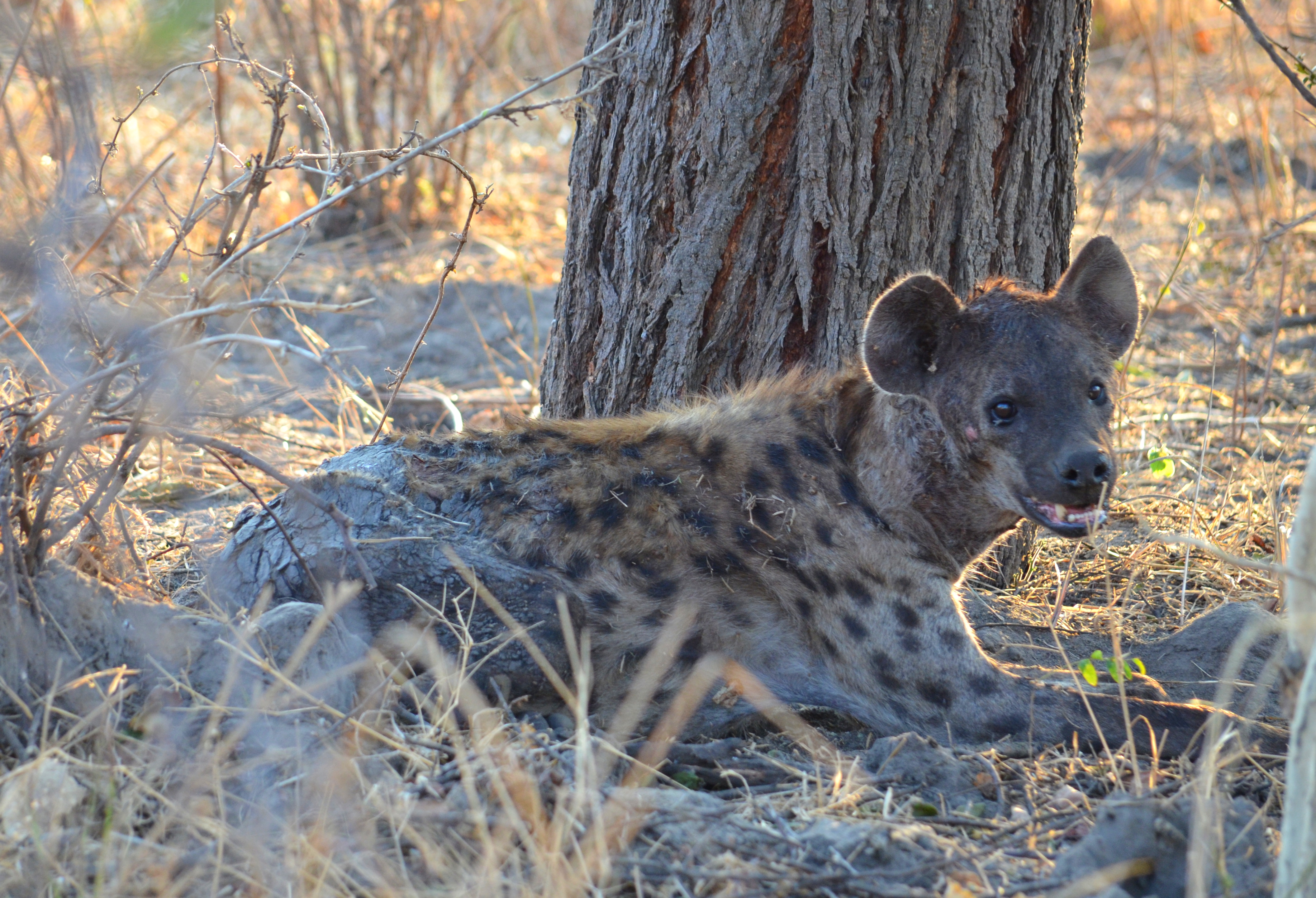
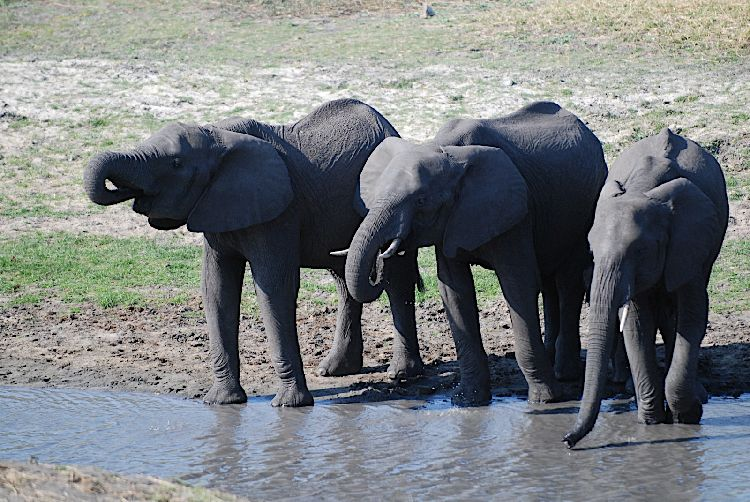
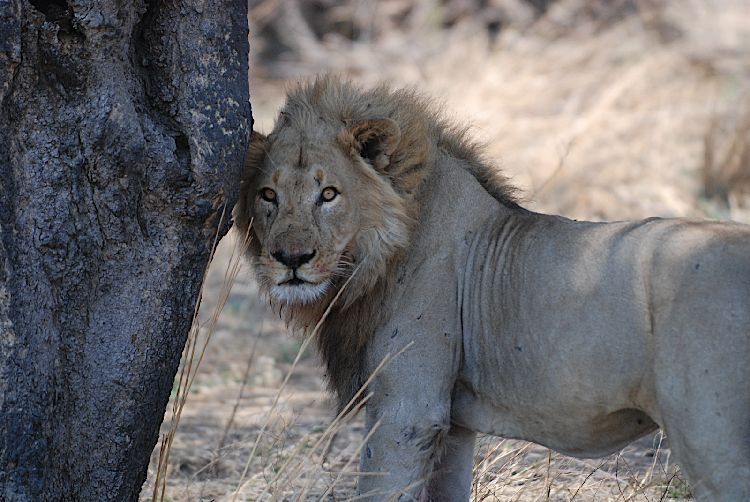

Національний парк Катаві — національний парк Танзанії, створений в 1974 році в регіоні Катаві, Танзанія. Це дуже віддалений парк, який відвідують рідше, ніж інші національні парки Танзанії. Парк займає площу приблизно 4,471 км2, що робить його четвертим за площею національним парком Танзанії. Парк містить річку Катума та сезонні заплави озер Катаві та Чада. 

## Дика природа
Серед фауни парку варто відзначити капських буйволів, зебр, жирафів і слонів, а також уздовж річки Катума, крокодилів і бегемотів. Щорічні посушливі сезони призводять до великих скупчень бегемотів, деякі скупчення нараховують сотні тварин. Хижі тварини, які бродять у цьому парку, це гепарди, дикі собаки, гієни, леопарди та леви. Деякі джерела стверджують, що в парку дуже високе біорізноманіття, хоча є також повідомлення про зменшення біорізноманіття через незаконне полювання та браконьєрство. Область на південний схід від парку біля озера Чада має найбільшу кількість ссавців.

## Відвідувачі
Кількість відвідувачів парку надзвичайно низька, порівняно з більш відомими парками. Щороку парк відвідує трохи понад 1500 іноземних відвідувачів із загальної кількості 1 500 000 туристів, що відвідують Танзанію.

## Доступ до парку
Дістатися до Катаві для відвідувачів досить складно. Автомобільний шлях дуже довгий, тому більшість мандрівників обирають авіаційне сполучення. Приблизно три години польоту з Катаві до Дар-ес-Салама та дві години польоту до Мванзи на невеликому легкому літаку. Рейс до Аруші займає так само близько 3 годин і виконується з обмеженим обслуговуванням, як правило, лише двічі на тиждень понеділками і четвергами.
Доступ до Катаві наземним транспортом: зазвичай час у дорозі оцінюється не годинами, а днями. Відстань від Дар-ес-Салама, приблизно 1 400 км і потребує 20+ годин. Найпряміший шлях до Дар-ес-Салама згідно з Google Maps становить приблизно 1250 км і вимагає 16+ годин. Аруша так само віддалена: 1000+ км /13,5 години.